# Bresilia
Bresilia is een geslacht van kreeftachtigen uit de klasse van de Malacostraca (hogere kreeftachtigen).
De wetenschappelijke naam van het geslacht is voor het eerst geldig gepubliceerd in 1896 door William Thomas Calman.
Hij beschreef de soort Bresilia atlantica aan de hand van een specimen opgevist aan de zuidwestkust van Ierland tijdens een expeditie van de Royal Irish Academy in 1888. De bijzondere kenmerken van deze soort brachten hem ertoe die niet alleen in een nieuw geslacht Bresilia onder te brengen maar er tevens een nieuwe familie Bresiliidae voor in het leven te roepen.

## Soorten
- Bresilia antipodarum Bruce, 1990
- Bresilia atlantica Calman, 1896
- Bresilia briankensleyi Bruce, 2005
- Bresilia corsicana Forest & Cals, 1977
- Bresilia gibbosa Komai & Yamada, 2010
- Bresilia plumifera Bruce, 1990
- Bresilia rufioculus Komai & Yamada, 2011
- Bresilia saldanhai Calado, Chevaldonné & dos Santos, 2004